# Повернення живих мерців 5
«Повернення живих мерців 5: Рейв з могили» (англ. Return of the Living Dead: Rave to the Grave) — американський фільм жахів 2005 року.

## Сюжет
Джуліан разом зі своєю подругою Дженні знаходять каністри з тріоксіном і просять їхнього друга Коді дослідити, що знаходиться всередині. Коді з'ясовує, що речовина дуже схожа на екстазі і вирішує зробити з неї наркотик, щоб потім продати його в університетському містечку. Незабаром там влаштовується вечірка, але Джуліан, Дженні і Коді вже здогадуються, що їхній винахід перетворює людей на зомбі, що харчуються мізками живих людей. Їм потрібно придумати, як зупинити епідемію.

## У ролях
- Еймі-Лінн Чедвік — Беккі
- Корі Гардрікт — Коді
- Джон Кіф — Джуліан Гаррісон
- Дженні Моллен — Дженні
- Пітер Койот — Дядя Чарльз
- Клаудіу Блеонт — Альдо Серра
- Сорін Кокіс — Джино
- Каїн Манолі — Джеремі
- Джордж Думітреску — Арті
- Марія Дінулеску — Шелбі
- Каталін Парасків — Скіт
- Раду Романюк — Бретт
- Себастьян Марина — Dartagnan
- Виолета Альдеа — Рейнбоу
- Ріккі Дандел — тренер Савіні
- Санду Міхай Груя — трунар
- Авреліан Сурулеску — гітарист
- Дан Бордеяну — хлопчик братства 1
- Едуард Ораскі — товстий одноокий зомбі
- Діана Владу — співмешканнка
- Марія Роман — Serenity